# Helictotrichon bromoides
Helictotrichon bromoides là một loài thực vật có hoa trong họ Hòa thảo. Loài này được (Gouan) C.E.Hubb. mô tả khoa học đầu tiên năm 1939.